# Ектор Скароне
Ектор Педро Скароне (на испански: Héctor Pedro Scarone) е уругвайски футболист, роден на 26 ноември 1898 г. в Монтевидео, починал в същия град на 4 април 1967.
Скароне е рекордьор по голове за националния отбор с 31 попадения. Мачовете му са 51, с което заема 15-о място в класирането по този показател към март 2008 г. Той е световен шампион по футбол от СП 1930, двукратен олимпийски шампион и четирикратен шампион на Копа Америка.
Скароне е една от легендите на Насионал Монтевидео. С този отбор печели осем титли на страната. Освен за Насионал и Монтевидео Уондърърс в родината си, той играе и в Европа – за Барселона (печели Купата на Испания, Амброзиана-Интер и Палермо. След края на кариерата си през 1937 г. се завръща още веднъж на терена – през 1953 г., когато е 54-годишен, е играещ треньор на Насионал.

## Успехи
- 1х Световен шампион: Уругвай 1930
- 2х Олимпийски шампион: Париж 1924 и Амстердам 1928
- 4х Копа Америка: Уругвай 1917, Уругвай 1923, Чили 1924 и Перу 1926
- 8х Шампион на Уругвай: 1916, 1917, 1919, 1920, 1922, 1923, 1924 и 1934 (всичките с Насионал)
- 8х Носител на Купата на Испания: 1926